# História da Áustria
Por volta de 400 a.C., os celtas chegaram às regiões central e oriental da Áustria. Por volta de 15 a.C., os romanos dominaram a parte ao sul do Danúbio e tornaram esse território parte de seu Império. No final do século II d.C., tribos do norte começaram a invadir a Áustria romana. Em 476 d.C., o Império Romano ruiu. Durante o período de declínio, grupos asiáticos, germânicos e eslavos se estabeleceram na Áustria.
Do final do século VIII a 814, a região foi dominada por Carlos Magno. O rei da Germânia, Oto I, passou a reinar sobre a Áustria em 955, sendo coroado imperador em 962. Até 1806, o território governado por reis germânicos constituiu o Sacro Império Romano-Germânico, tendo a Áustria se tornado o país mais importante em 976, o imperador Oto II passou o controle do nordeste da Áustria a Leopoldo I, da família Babenberg. Em 1156, Frederico I declarou a região um ducado.

## Os Habsburgo
Em 1246, o rei Otacar da Boêmia assumiu o controle dos ducados dos Babemberga. Os príncipes da Germânia elegeram, em 1273, Rodolfo I, da família Habsburgo, imperador do Sacro Império Romano-Germânico. Rodolfo derrotou Otacar.
No século XIV, os Habsburgo perderam a coroa do Sacro Império. Um dos maiores Habsburgo foi Maximiliano I. Em 1496, ele casou seu filho Filipe com a filha do rei da Espanha. Filipe foi pai do rei Carlos I da Espanha, em 1516, e imperador Carlos V do Sacro Império, em 1519. Em 1556, Carlos renunciou a seus tronos, e Fernando I, seu irmão, tornou-se imperador do Sacro Império.

## Guerras Napoleônicas
A Áustria perdeu muitos territórios nas Guerras Napoleônicas do final do século XVIII e início do XIX. Napoleão conquistou grande parte do Sacro Império Romano-Germânico e, em 1806, aboliu o Império. O imperador Francisco II da Germânia mudou seu título de arquiduque para imperador da Áustria e governou como Francisco I. Napoleão foi finalmente derrotado em 1815.

## Confederação Germânica
O Congresso de Viena, que produziu o tratado de paz que se seguiu às Guerras Napoleônicas, restituiu à Áustria seus territórios, com exceção da Bélgica. Organizou a Confederação Germânica, uma união de Estados independentes. A Áustria e a Prússia iniciaram uma luta pela liderança da confederação. Em 1866, ocorreu a Guerra Austro-Prussiana, na qual a Itália e a Prússia em pouco tempo derrotaram a Áustria. A Confederação Germânica foi dissolvida. A Prússia formou uma nova confederação sem a Áustria.

## Império Austro-Húngaro

Áustria no império Austro-Húngaro

Em 1867, os húngaros forçaram o imperador Francisco José I a dar à Hungria o mesmo status que a Áustria detinha no Império Austríaco, criando a dupla monarquia da Áustria-Hungria. Logo, os eslavos e outros grupos minoritários da Áustria-Hungria passaram a exigir o direito de se auto-governar. A Sérvia liderou o movimento nacionalista eslavo. Em 1914, os nacionalistas sérvios assassinaram, em Sarajevo, na então província da Bósnia e Herzegovina, o arquiduque Francisco Ferdinando, herdeiro do trono austro-húngaro. A Áustria-Hungria declarou guerra à Sérvia, dando início à Primeira Guerra Mundial. A Alemanha e outros países se uniram à Áustria-Hungria contra a Tríplice Entente, que compreendia a Grã-Bretanha, a França e a Rússia.

## República da Áustria

Áustria e Alemanha no período entre guerras

A Áustria-Hungria derrotada assinou o armistício em novembro de 1918, que entre outras coisas exigia sua dissolução. O Imperador Carlos I renunciou ao governo e partiu para o exílio e a Áustria tornou-se uma República, terminando assim o multissecular domínio dos Habsburgo. Este novo país teve o nome de Áustria Alemã (1918-1919) e só depois Áustria (1919-1938), período que corresponde à Primeira República Austríaca.
Em 1920, o país adotou uma Constituição democrática. Em 1938, as tropas alemãs se apoderaram do país. Adolf Hitler anunciou, então, a união da Áustria e da Alemanha Nazi, o chamado Anschluss.

## Após a Segunda Guerra Mundial

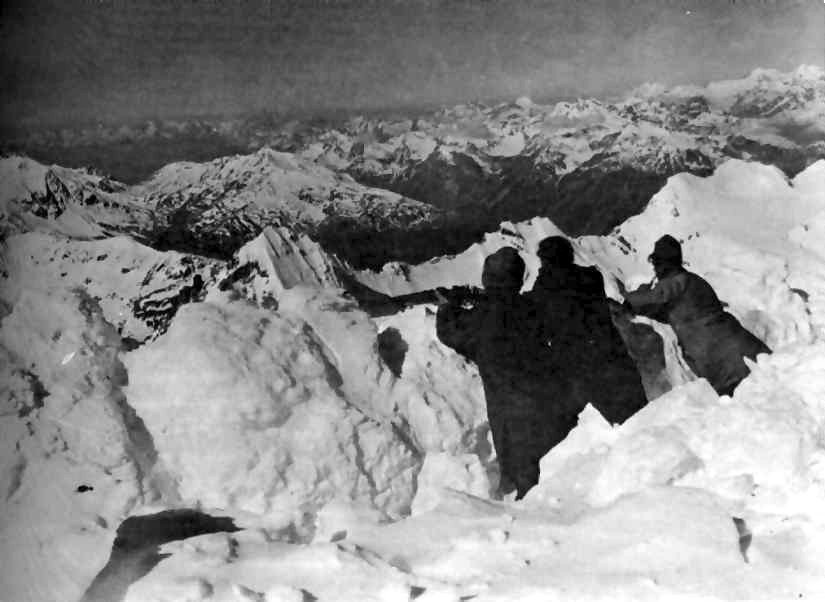
trincheira austro-húngara no pico de Ortler (Alpes) durante a primeira guerra mundial, 1917

Após a Segunda Guerra Mundial, a Áustria foi dividida em zonas de ocupação americana, britânica, francesa e russa, que, no entanto, lhe permitiriam estabelecer um único governo provisório. Após as eleições de novembro de 1945, formou-se um governo nacional. Em 1955, os Aliados suspenderam sua ocupação do país. Na Conferência de Potsdam foi estabelecido que a Áustria seria separada da Alemanha e não poderia aderir a tratados militares, o que implicou sua neutralidade na Guerra Fria.
Por ser capital de uma nação neutra e ocupar uma posição estratégica, Viena tornou-se a sede de algumas conferências sobre a Limitação de Armas Estratégicas (SALT), iniciadas em 1969 entre a União Soviética e os Estados Unidos. No princípio da década de 1970, foi iniciada a construção de uma sede da Organização das Nações Unidas (ONU) em Viena.

## História recente
O país foi incorporado à União Europeia (UE) em 1995. Em 1997, Franz Vranitzky renunciou ao cargo de chanceler, após 11 anos de mandato. Viktor Klima assumiu o cargo e governou até 1999.
Em 2000, o presidente Klestil autorizou a coalizão entre o Partido Liberal Austríaco (FPÖ), do líder de extrema-direita Jörg Haider, e o Partido Popular Austríaco (ÖVP), do chanceler Wolfgang Schüssel. Essa autorização foi decidida sob muitos protestos dos países da UE, que temiam uma ascensão nazista ao poder. Em 1999, o país aceitou adotar a moeda única europeia, o euro, que entrou em circulação em 2002.
A coligação FPÖ-ÖVP foi desfeita em setembro de 2002, devido a divergências internas, que culminaram na dissolução do parlamento e na antecipação das eleições para novembro desse ano. O partido do primeiro-ministro saiu vencedor, seguido pelos social-democratas. A extrema-direita de Jörg Haider foi a grande derrotada, recebendo pouco mais de um terço dos votos obtidos na eleição anterior, em 1999. Sem maioria no parlamento, o ÖVP refez a coligação com o FPÖ em fevereiro de 2003, para compor o gabinete do chanceler Schuessel. Em meados de 2003, uma proposta de reforma da previdência, dificultando o acesso a aposentadoria, resultou nos maiores protestos dos últimos 50 anos no país.